# Caladium
Caladium là một chi thực vật có hoa trong họ Ráy

## Hình ảnh

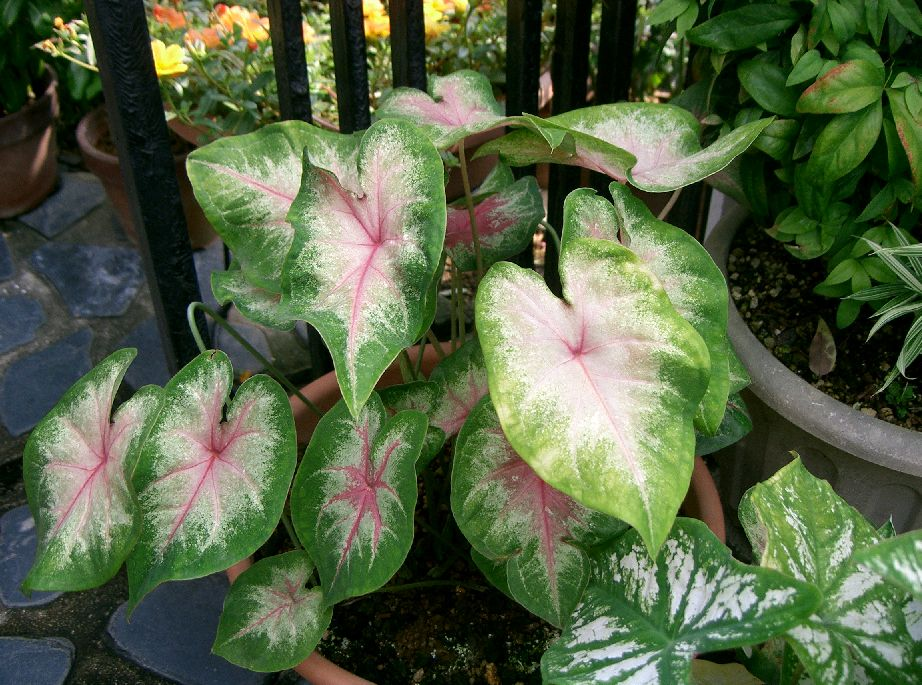
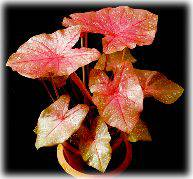
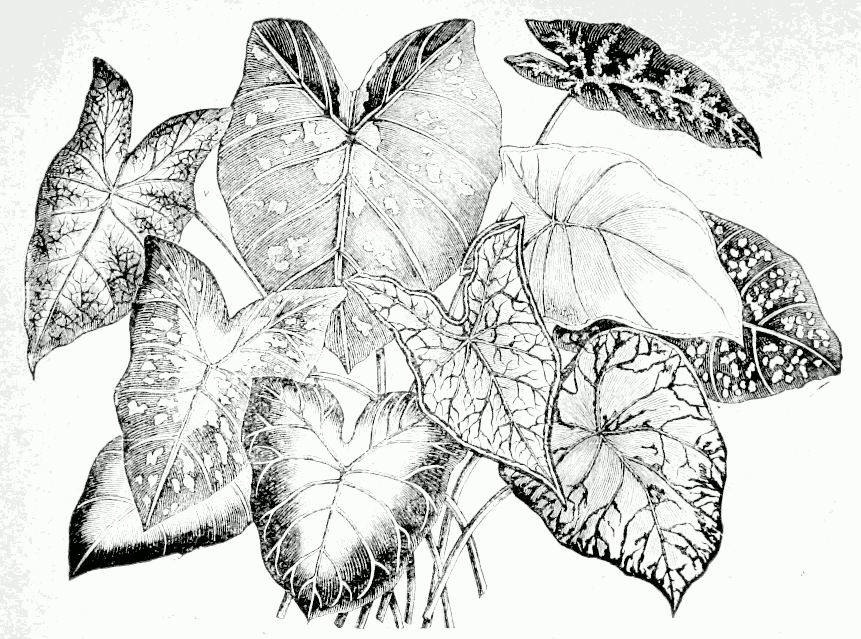
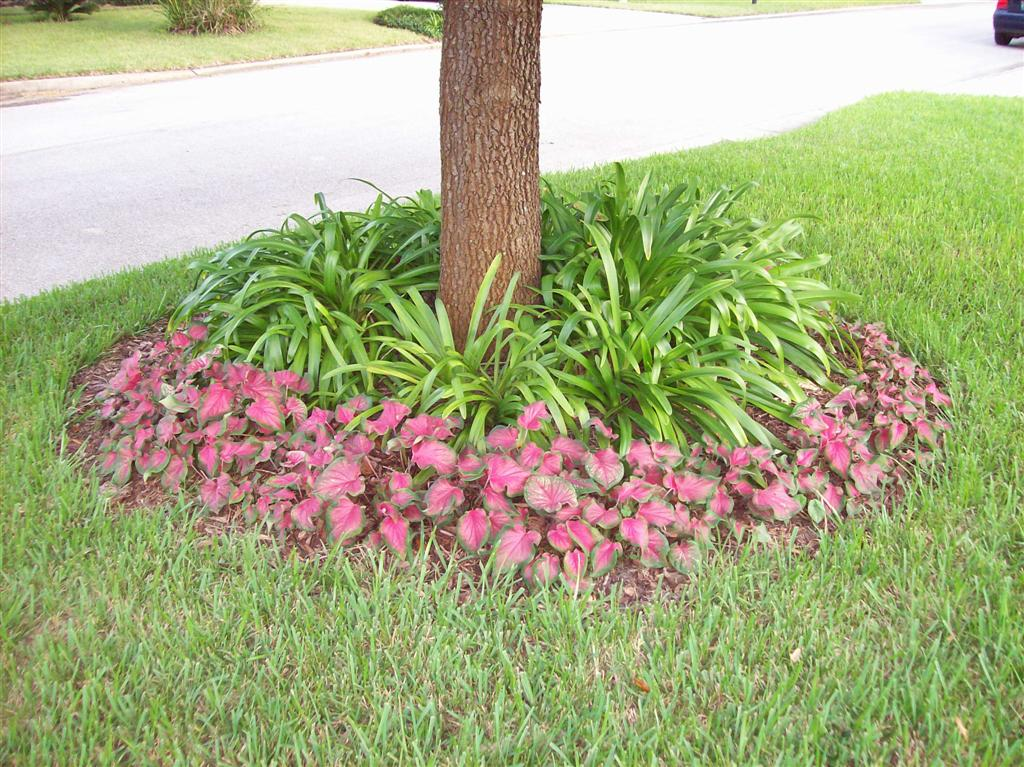

## Loài
Chi này gồm các loài sau:
- Caladium tuberosum
- Caladium ternatum
- Caladium steyermarkii
- Caladium smaragdinum
- Caladium schomburgkii
- Caladium picturatum
- Caladium macrotites
- Caladium lindenii
- Caladium humboldtii
- Caladium coerulescens
- Caladium bicolor - môn đốm
- Caladium andreanum